# North Andaman Island
Nord-Andaman oder englisch North Andaman Island ist die nördlichste der drei großen Hauptinseln der Andamanen im Indischen Ozean. Politisch gehört die Insel zum indischen Unionsterritorium Andamanen und Nikobaren.

## Geographie
Nord-Andaman ist nach Fläche die zweitgrößte Andamaneninsel. Sie liegt unmittelbar nördlich der größten Insel Mittel-Andaman, von der es nur durch eine wenige Hundert Meter breite Meerenge getrennt ist, sowie südlich von Landfall Island, der nördlichsten Insel der Andamanen. Die Insel ist 80 km lang, bis zu 29 km breit und weist eine Fläche von 1376 km² auf. Sie ist bergiger als die Inseln im Süden der Andamanen und erreicht im Saddle Peak eine Höhe von 738 m über dem Meer, welcher zugleich die höchste Erhebung des ganzen Archipels darstellt.
Größte Stadt der Insel ist Diglipur an der Ostküste mit rund 43.000 Einwohnern (Stand: 2001 – das Stadtgebiet umfasst die gesamte Insel sowie fünf weitere bewohnte Inseln). Auf Nord-Andaman befindet sich der Saddle-Peak-Nationalpark, einer von neun Nationalparks im Unionsterritorium der Andamanen und Nikobaren.
Zum Stand der Volkszählung 2001 hatte die Insel insgesamt 42.163 Einwohner.

## Bevölkerung
Von der indigenen Bevölkerung der Großen Andamanesen, beispielsweise den Bo, lebt heutzutage niemand mehr auf North Andaman und alle ursprünglich auf der Insel gesprochenen andamanischen Sprachen sind ausgestorben. Die Insel wird somit von vom indischen Festland her eingewanderten Ethnien und deren Nachfahren bevölkert.